# Strombatura
Strombatura (o strombo) è un termine usato in edilizia e in architettura nella descrizione di porte, finestre e archi per indicare che lo stipite è tagliato obliquamente (svasato) verso l'esterno di un edificio, fino a formare una sezione a trapezio, garantendo in tal modo un più ampio ingresso alla luce. 

Talvolta nello spessore dei muri si ha la combinazione di entrambe le svasature, sia verso l'esterno che verso l'interno. Meno frequente è la sola svasatura verso l'interno.

Lo strombo è detto anche sguincio o sguancio, sia che risulti rivolto verso l'esterno che verso l'interno dell'edificio.

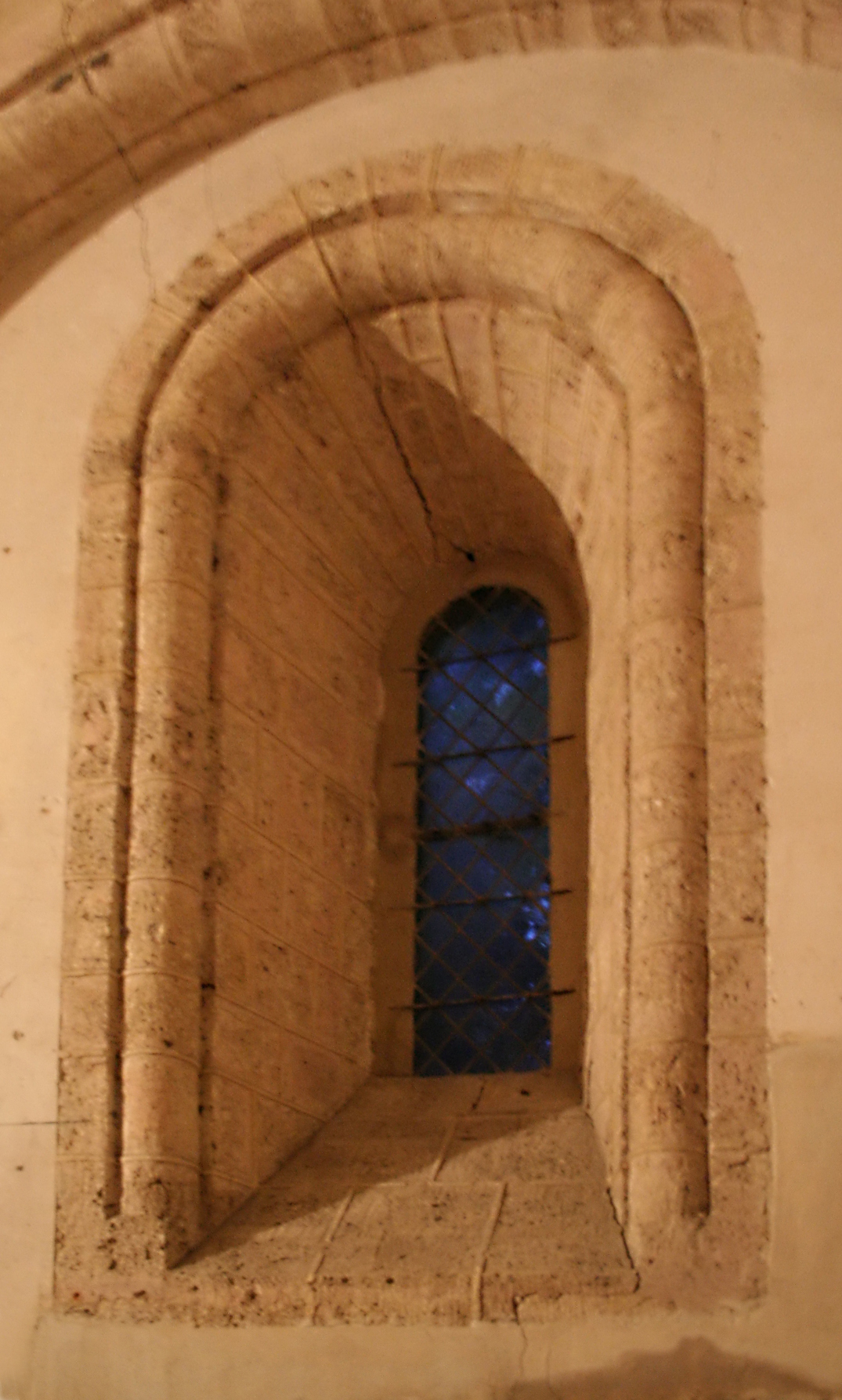
Finestra del Coro della Chiesa di Saint-André-d'Hébertot
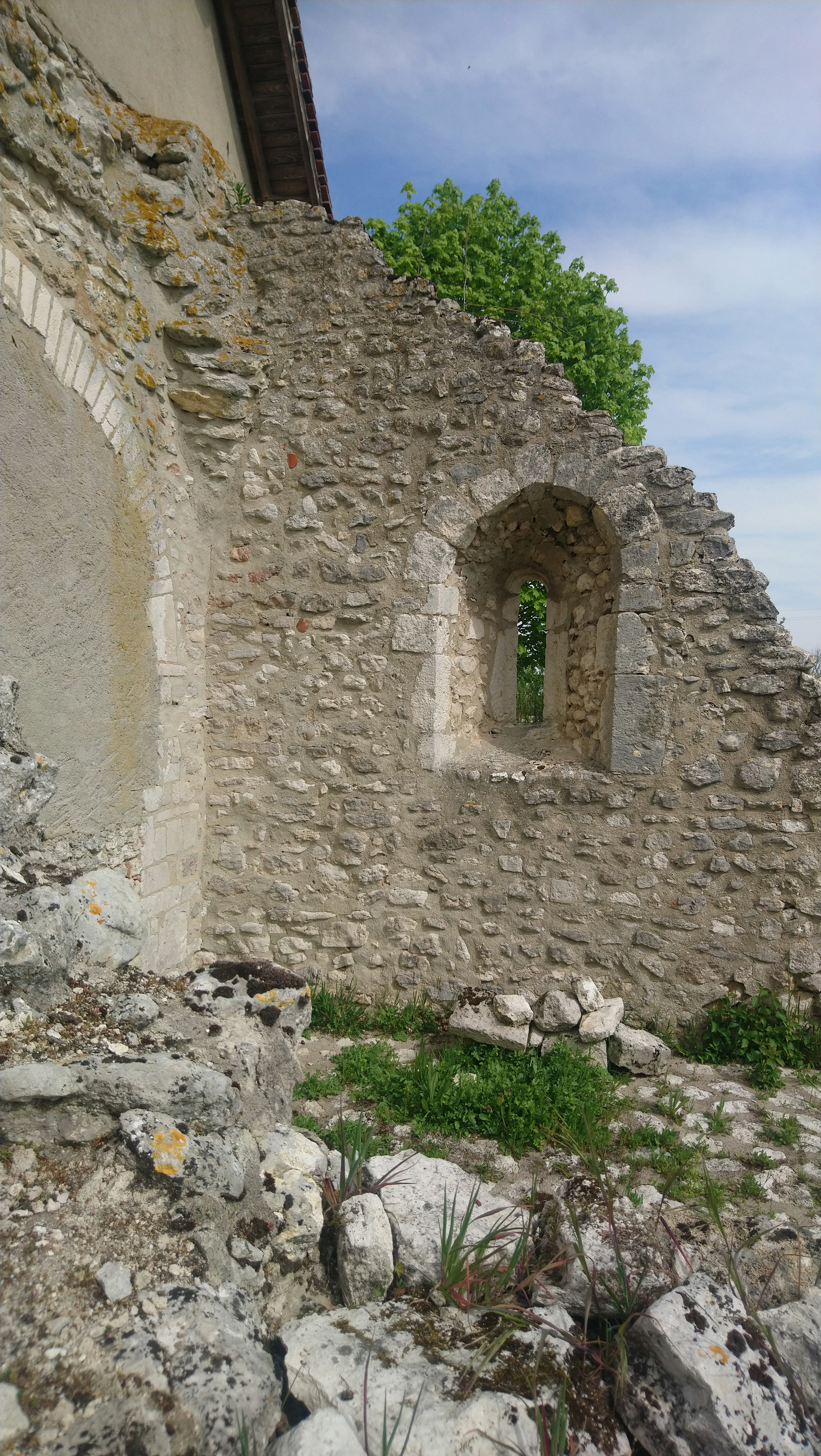
Coro della Chiesa di Saint-Martin Cortrat
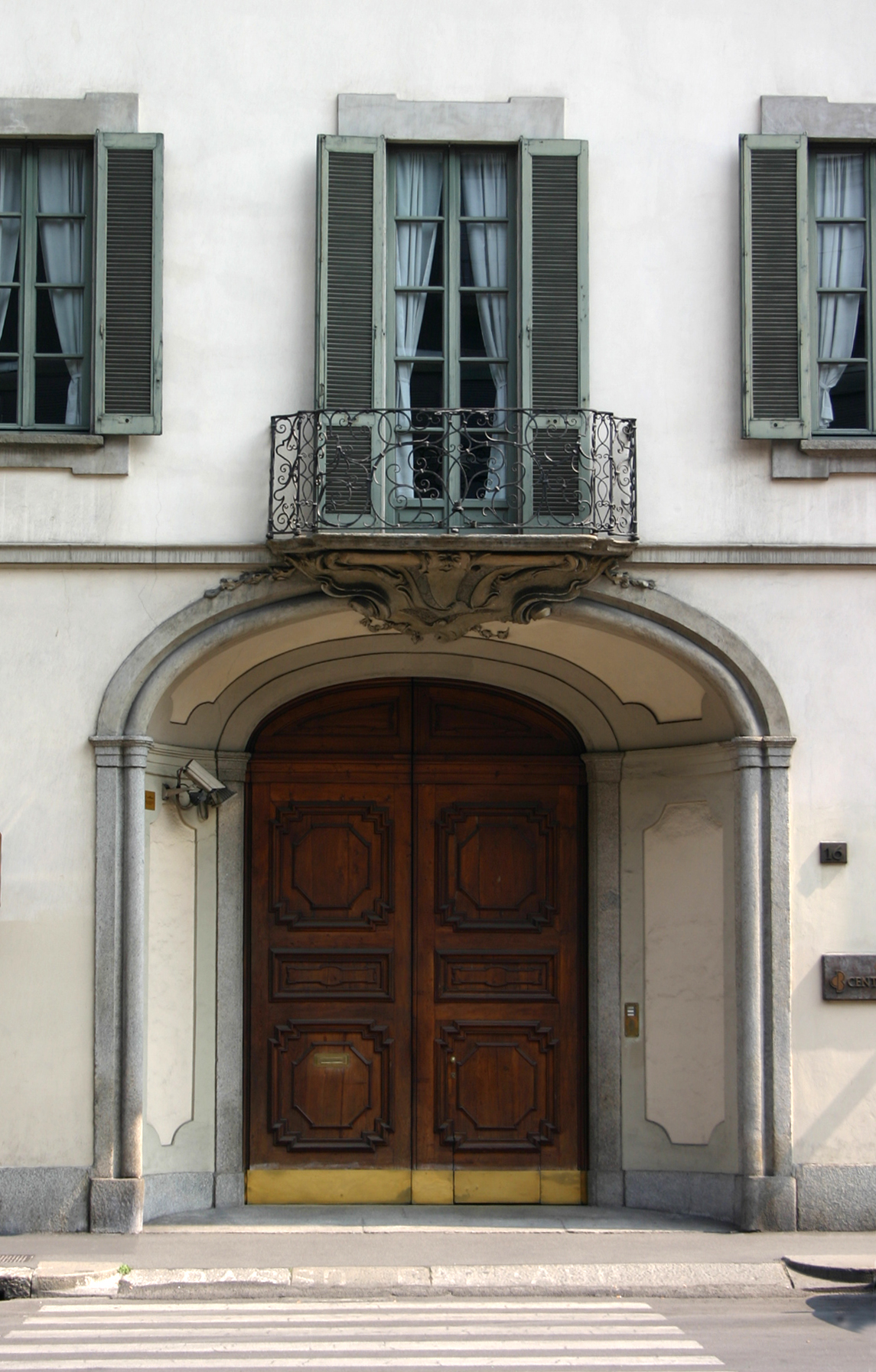
Portone con strombatura: necessaria alle carrozze per manovrare. Palazzo Litta Cusini Modignani in corso Europa a Milano